# You da Baddest
You da Baddest è un singolo del rapper statunitense Future, pubblicato nel 2017 e realizzato insieme alla rapper trinidadiana Nicki Minaj. Il brano è stato estratto dal sesto album in studio di Future, intitolato Hndrxx.

## Tracce
Download digitale
1. You da Baddest (feat. Nicki Minaj) – 4:05